# Masedawa
Masedawa (nep. मसेदवा) – gaun wikas samiti w środkowej części Nepalu w strefie Narajani w dystrykcie Rautahat. Według nepalskiego spisu powszechnego z 2001 roku liczył on 814 gospodarstw domowych i 5345 mieszkańców (2596 kobiet i 2749 mężczyzn).